# Dances of Death (and Other Walking Shadows)
Dances of Death (and Other Walking Shadows) ist das vierte Studioalbum der deutschen Progressive-Thrash-Metal-Band Mekong Delta. Es erschien im Jahr 1990 bei Aaarg Records.

## Entstehung und Veröffentlichung
Nach The Principle of Doubt verließ das Gründungsmitglied Frank Fricke die Band, während der Aufnahmen zum neuen Album Wolfgang Borgmann. Letzterer wurde durch Doug Lee ersetzt. Dances of Death (and Other Walking Shadows) wurde im Herner Phoenix Studio eingespielt und von Ralf Hubert produziert. Im November 1990 spielten Mekong Delta in Wien außerdem ihr erstes Konzert. Kurz danach ersetze Peter Haas Jörg Michael. Im Jahr 2002 erschien bei Zardoz Music eine remasterte Version des Albums mit (ungenanntem) Bonus-Titel, AFM Records legte es 2007 neu auf.

## Titelliste
1. Dances of Death – 19:09
  1. Introduction
  2. Eruption
  3. Beyond the Gates
  4. Outburst
  5. Days of Betrayal
  6. Restless
  7. Sanctuary
  8. Finale
2. Transgressor – 3:17
3. True Believers – 5:25
4. Night on a Bare Mountain – 10:20

## Stil
Mekong Delta spielen auf dem Album schnellen Progressive Thrash Metal mit harten Riffs, vielen Breaks, markantem Bassspiel und melodischem Gesang. Die Kompositionen sind abwechslungsreich und komplex. Das abschließende Stück ist eine eingängige Adaption einer Sinfonischen Dichtung von Modest Petrowitsch Mussorgski.

## Rezeption
Dances of Death (and Other Walking Shadows) wurde schon 1990 von der Presse positiv aufgenommen und gilt heute als Klassiker des Progressive Metal. Frank Trojan vom Rock Hard hält einige Passagen des ersten Stücks für „viel zu sehr in die Länge gezogen“ und bevorzugt die zweite Hälfte des Albums, auf dem die Band „zwar keine revolutionär neuen Ideen verbrät, aber einfach geile Songs in Vinyl gepreßt hat“. Georg Heep von den Babyblauen Seiten findet, der Band gelinge es „wie auf allen ihren vorangegangenen Platten, das schnelle Vorbeiziehen der Musik durch eine Unmenge von Wendungen und Melodien äußerst interessant zu gestalten“, und Michael Büttgen resümiert: „Dieses Album hat alles, was ein Progmetal-Meisterwerk haben muss. Großartige Kompositionen, übersprudelnde Energie vom Anfang bis zum Ende, mitreißende Melodien, hochqualifizierte Musiker und […] Herzblut“. Sowohl Rock Hard als auch das eclipsed-Magazin nahmen Dances of Death (and Other Walking Shadows) in ihre jeweilige Liste der wichtigsten Progmetal-Veröffentlichungen auf.